# Gypsophila desertorum
Gypsophila desertorum är en nejlikväxtart som först beskrevs av Aleksandr Andrejevitj Bunge, och fick sitt nu gällande namn av Edward Fenzl. Gypsophila desertorum ingår i släktet slöjor, och familjen nejlikväxter. Inga underarter finns listade i Catalogue of Life.